# Kemps Creek
Kemps Creek est une banlieue de Sydney en Nouvelle-Galles du Sud en Australie. Elle est à cheval sur les zones d'administration locale de ville de Penrith et ville de Liverpool.

## Histoire
Kemps Creek est nommé d'après Anthony Fenn Kemp (1773-1868), qui s'est vu accorder deux propriétés contigües dans ce district. La première faisait 300 acres (près de 1,2 km2) acquis en 1810, entre Elizabeth Drive et Mamre Road. L'autre faisait 500 acres (près de 2 km2), acquis en 1820 et nommé Mount Vernon.

## Géographie
Kemps Creek se trouve à 32° 52′ 49″ S, 150° 47′ 26″ E.

## Secteur commercial
Kemps Creek est connu pour ses centres d'enfouissement des déchets importants. C'est l'un des plus importants de la ville de Sydney.
La banlieue est bordée à l'ouest par South Creek. Un certain nombre de réservoirs pointillent le paysage. Le Novartis Research Centre et le Catholic Garden Cemetery sont situés sur Western Road. La frontière sud de la ville est Fifteenth Avenue. L'Université de Sydney exploite l'Observatoire Fleurs Radio et les sites Fleurs Farm. La frontière nord est le Sydney Water Supply Pipeline qui va du Prospect Reservoir à l'ouest.

## Transport
Kemps Creek est connecté à l'autoroute Westlink M7.

## Éducations
Kemps Creek a 5 écoles, Kemps Creek Primary, situé sur Cross Street, Christadelphian Heritage College, aussi sur Cross Street, et Mamre Christian College, Trinity Catholic Primary et Emmaus Catholic College situé sur Bakers Lane au nord.

## Référence
- (en) Cet article est partiellement ou en totalité issu de l’article de Wikipédia en anglais intitulé « Kemps Creek, New South Wales » (voir la liste des auteurs).